# Praia Pesqueira (Ilhéu das Rolas)
A Praia Pesqueira é uma praia do Arquipélago de São Tomé e Príncipe, localiza-se a Oeste do ilhéu das Rolas, próxima à Praia do Pombo.